# 조영호 (1972년)
조영호(1972년 10월 5일 서울특별시 ~ )는 대한민국의 극작가, 시나리오작가이자 연극연출가, 영화감독이다.

## 생애
조영호는 1992년부터 MBC에서 작가로 활동하다가 1997년 11월 독립영화 제작사인 JOE's Film Production을 설립하고 <코트와 연어의 긴 여행>과 <여배우>등을 제작하였다

## 활동
조영호는 흥행은커녕 영화관에서 개봉할 수조차 없었던 독립영화의 한계를 극복하고자 인터넷을 통해 영화를 배급하기 위하여 인터넷 전용 영화를 제작한다.
인터넷 전용 영화라는 하이퍼링크를 통해 멀티플 내러티브를 진행하는 서사방식을 가진 인터렉티브 영화로 기획되었는데, 영화의 내러티브가 진행되다가 시퀀스가 바뀔 때 관객이 다음 시퀀스의 내용을 선택해서 보는 방식의 영화로서 모두 8가지의 다른 결과를 갖는 내러티브 형식을 갖는다.
조영호가 기획·제작·각본·연출한 인터넷 인터렉티브 영화 ‘영호프의 하루’는 1999년 4월 24일에 인터넷에서 개봉되었다.
인터넷 인터렉티브 영화(Interactive Movie) ‘영호프의 하루’는 2000년 밀레니엄 기네스북에 세계 최초의 인터넷 인터렉티브 영화로서 기록되었으며, 당시 56kbps의 네트워크 속도임에도 불구하고 인터넷 상영을 통해 1개월만에 30만, 6개월만에 100만, 1년만에 200만 관객을 동원하였다.
이후 조영호는 (주)네오타이밍을 설립하여 <밀레니엄 살인 행진곡>, <여름이야기>등의 인터렉티브 영화를 제작/연출하고, <뱀파이어 블루>, <오픈 더 도어>, <해피 뉴 이어>, <필구의 하루> 등의 인터렉티브 영화를 제작하였다.

## 주요 경력
- 1999 ㈜네오무비 설립
- 2000 KT 한미르 오픈 총 기획 및 인터넷영화 제작
- 2001 SK telecom JUNE 총 기획
- 2003~2009 네오무비아카데미 원장
- 2004~2005 국립중앙박물관 및 전국 국립박물관(총 11곳) 인터넷 관람용 유물콘텐츠 제작
- 2010 서울미디어대학원 출강
- 2013~2015 연극영화 무상교육센터 NABA 센터장
- 2016~2019 순천시립극단  평정 심사위원
- 2017 서울특별시교육청 중학교 협력종합예술활동 (‘교복입은 예술가’) 자문위원(간사)[7][8][9][10]
- 2018~2020 서울특별시교육청 강서양천교육지원청 특수학교 자문위원
- 2019 한반도 새100년 위원회 뉴미디어 정책담당 자문위원[11][12]
- 2018~2020 성남문화재단 자문위원

## 주요 작품
- 희곡 <욕조(공동창작/극단 전설/혜화동1번지/100分)> 공동창작 (1994)
- 연극 <보병스토리(닐사이먼作/원제'빌록시블루스'/인켈아트홀/)> 주연 (1994)
- 연극 <백마강 달밤에(오태석作/극단목화/문예회관/)> 주연 (1994)
- 희곡 <분장실(시미즈 쿠니오作/극단목화)>, <8명의 여인들(원제'8 Femmes'/로버트 토마스作)> 번안 (1997)
- 영화 <코트와 연어의 긴 여행(35mm/short)> 각본/감독 (1998)
- 세계 최초의 인터렉티브 영화 영호프의 하루(유지하 등 출연)] 연출 (한글과 컴퓨터㈜ 제공)
- 인터렉티브 영화 밀레니엄 살인행진곡(최창민, 이켠 등 출연)] 연출 (무한기술투자㈜ 제공)
- 인터렉티브 영화 여름이야기(김민선, 박용하, 김승현, 공효진, 박예진, 홍수현 등 출연)] 연출 (한국통신㈜ 제공)
- 문화관광부/정보통신부 후원 제1회 NIMF 영화제(Neo Internet Movie Festival) 기획/주관/조직 (2000)[13]
- 문화관광부/국립극장 주최 '충동 충돌! 밀레니엄 음악과 영상의 만남(국립극장 해오름)' 연출 (2000)
- 문화관광부/정보통신부 후원 제2회 NIMF 영화제(Neo Internet Movie Festival) 기획/주관/조직 (2001)[14]
- 연극 <낮병동의 매미들(김지완 등 출연)> 연출 (2009~2010)[15][16][17]
- 영화 <그 집(조영호, 배정남, 유학승, 박예주, 김지완, 이지훈, 파비앙, 박예주 등 출연)> 연출 (2020)[18]
- 연극 <분장실> 연출 (2013~2014)
- 넌버벌 <더로프> 연출 (2016)
- 몽따주연극 <햄릿> 연출 (2020)
- 몽따주연극 <오델로> 연출 (2020)
- 몽따주연극 <맥베스> 연출 (2020)
- 몽따주연극 <리어왕> 연출 (2020)